# Rhyacophila euterpe
Rhyacophila euterpe is een schietmot uit de familie Rhyacophilidae. De soort komt voor in het Palearctisch gebied.